# Тупоу, Хакатоа
Хакатоа Тупоу (англ. Hakatoa Tupou; 10 июня 1958 — 28 июля 2018)) — тонганский регбист, игравший на позиции пропа.

## Биография
На клубном уровне выступал за клуб «Хифихо».
По данным ESPN, дебютировал за сборную Тонги 25 августа 1982 года в Нукуалофа матчем против Самоа. Сыграл все три матча сборной Тонги на Кубке мира 1987 года. Всего провёл 9 официальных матчей, набрал 4 очка за счёт одной попытки.